# Верба в селі Малинівка
Верба в селі Малинівка. Обхват 7,50 м, висота 20 м, в стовбурі є величезне дупло, вік близько 200 років (1). Одна з найтовстіших і старих верб України. Росте в селі Малинівка Чернігівського району Чернігівської області, в 50 м від буд. 2 по вул. 1 Травня (1).

## Ресурси Інтернету
- Фотогалерея самых старых и выдающихся деревьев Украины  [Архівовано 8 квітня 2014 у Wayback Machine.]